# نیلز بلومبرگ
نیلز بلومبرگ (انگلیسی: Nils Blumberg؛ زادهٔ ۲ ژانویهٔ ۱۹۹۷) بازیکن فوتبال است.
از باشگاه‌هایی که در آن بازی کرده‌است می‌توان به باشگاه فوتبال کمنیتس اشاره کرد.